# Batalha de Dirráquio (48 a.C.)
A Batalha de Dirráquio (em latim: Dyrrhachium ou Dyrrachium) foi um confronto travado em 10 de julho de 48 a.C. entre as forças de Júlio César e as de Pompeu nos arredores da cidade de Dirráquio, na província romana do Epiro, durante a Segunda Guerra Civil da República Romana. Pompeu derrotou César, mas não soube aproveitar a oportunidade para aniquilá-lo. César chegou a fugir e, em 9 de agosto do mesmo ano, derrotou completamente Pompeu na Batalha de Farsalos.

## Contexto
Depois de cruzar o Rubicão em janeiro de 49 a.C., César avançou rapidamente pela península Itálica. Em 13 de fevereiro, cercou Corfínio, que se rendeu menos de uma semana depois. Sem perder tempo, César marchou para Brundísio, onde as forças de Pompeu estavam reunidas para depois atravessarem para o Epiro, do outro lado do Adriático. Em 20 de fevereiro, Pompeu remeteu metade de seus exército para Dirráquio e, em 1 de março, o resto, logo depois de recusar uma oferta de negociações feita por César ao chegar em Brundísio, que foi cercada.

## Campanha
Pompeu, ao deixar a Itália, dividiu suas forças em dois grandes grupos, um no Epiro e outro na Hispânia. Além disto, Pompeu controlava a marinha romana, o que lhe dava grande segurança a respeito das possibilidades de movimentação de César. Este, por sua vez, determinou que, antes de atacar Pompeu diretamente, seria necessário assegurar o controle de sua retaguarda e o abastecimento da Itália. Por isto, ele decidiu seguir o mais rápido possível para a Hispânia e enviar legiões para a Sicília e para a Sardenha com a missão de protegerem as reservas de trigo romanas. César também ordenou que nove de suas melhores legiões das Guerras Gálicas e mais 6 000 cavaleiros se concentrassem perto de Massília, na Gália.
No caminho da Hispânia, César parou em Roma, onde chegou em 29 de março. Ali, nomeou Marco Antônio como líder de suas forças na Itália e, junto com ele, se apoderou do tesouro de Roma. Além disto, César aprovou várias leis para mitigar a anarquia em que se encontrava a cidade. Finalmente, em 5 de abril, partiu para Massília. Chegando lá, enviou cinco legiões e os 6 000 cavaleiros para a Hispânia e cercou Massília, deixando Décimo Bruto e Trebônio no comando. Com 900 cavaleiros de sua guarda pessoal, César atravessou os Pirenéus e se reuniu com seu exército em Ilerda, onde estava o exército pompeiano sob o comando de Lúcio Afrânio. Na Batalha de Ilerda, Afrânio e Marco Petreio foram completamente derrotados, mas César os tratou com clemência: os generais foram perdoados e seus soldados foram incorporados ao exército de César. Vitorioso, César retornou para Massília e aceitou também a rendição da cidade, novamente demonstrando clemência aos vencidos.
Em Massília, César soube que havia sido nomeado ditador e, por isto, seguiu para Roma. Ali, ditou uma série de leis, entre elas um alívio da situação precária dos romanos endividados. Ele também reconvocou diversos exilados e garantiu cidadania romana plena para todos os habitantes nascidos livres na Gália Cisalpina. Depois de exercer seu mandato por onze dias, César renunciou e seguiu para Brundísio sem esperar que o Senado o nomeasse cônsul.

## Antecedentes da batalha
Apesar do duro golpe infligido por César ao prestígio e poder de Pompeu com sua vitória na Hispânia, ele ainda era o romano mais poderoso na porção oriental do território romano. Contava com mais de 300 navios e com eles controlava completamente as rotas marítimas. Seu exército recebeu constantes reforços vindos das mais diversas regiões, totalizando uma força de 36 000 infantes, 7 000 cavaleiros, 3 000 arqueiros e 1 200 fundeiros. Além disto, Metelo Cipião marchava da Síria com mais duas legiões. Sua base, a cidade de Dirráquio, ficava a apenas um dia de viagem por mar da Itália.
César compreendia que era fundamental tomar Dirráquio e podia fazê-lo por terra, atravessando a Ilíria, ou diretamente pelo mar. Por terra, levaria muito tempo e por mar, seria muito mais perigoso. Com pressa, César escolheu o caminho mais perigoso. Depois de reunir doze legiões em Brundísio, César embarcou nos transportes que tinha à disposição o máximo de soldados que conseguiu, um total de sete legiões, e não levou suprimentos de trigo, nem escravos e nem animais. Eram cerca de 20 000 homens e 600 cavaleiros. O restante de suas tropas ficou sob o comando de Marco Antônio à espera do retorno dos transportes.
Pompeu zarpou em 4 de agosto de 48 a.C. e, no dia seguinte, desembarcou em Palaeste, um porto localizado a cerca de 150 quilômetros a sul de Dirráquio. De imediato, César enviou um embaixador até Pompeu com uma proposta de paz e começou sua marcha para o norte. O almirante pompeiano, Marco Bíbulo, alertado do desembarque, destruiu 30 dos navios de transporte que tentavam retornar para Brundísio. Pompeu não imaginava que César tentaria uma manobra deste tipo em pleno inverno e, por isso, estava a caminho da Macedônia, onde tentaria recrutar mais homens, quando soube do desembarque dos cesarianos. Ele regressou rapidamente para Dirráquio, onde chegou pouco antes de César. Em seguida, montou seu acampamento na margem norte do rio Semani, na cidade de Kuci, de frente para o de César, na margem sul. Bíbulo morreu durante o bloqueio a Brundísio e nenhum outro comandante geral foi nomeado por Pompeu. Em algum momento, Lúcio Escribônio Libão tentou reforçar o bloqueio tomando uma ilha na costa de Brundísio, o que impediu qualquer movimento das forças de César. Porém, Libão não conseguiu sustentar essa posição por causa da falta de água potável.
Marco Antônio finalmente decidiu realizar por conta própria o translado de suas quatro legiões e 800 cavaleiros. No final de fevereiro, sua frota zarpou seguindo a costa pela qual César vinha marchando, mas seus navios acabaram empurrados para o norte de Dirráquio por uma forte ventania. Depois de desembarcar, Marco Antônio enviou seus transportes de volta a Brundísio para completar a travessia das forças cesarianas. Pompeu, assim que soube do desembarque, marchou para o norte para tentar surpreender Marco Antônio. César também seguiu para o noroeste, na direção de Tirana, e avisou Marco Antônio da manobra de Pompeu. Os dois exércitos cesarianos se reuniram em Scampi.
Depois do fracasso em impedir a união das duas forças inimigas, Pompeu retrocedeu para Asparagio, uma cidade perto de Rozina e César decidiu ampliar sua zona de operações: Domício Calvino foi enviado com duas legiões e 500 cavaleiros para a Macedônia com a missão de interceptar a marcha de Metelo Cipião, que já estava em Tessalônica com a intenção de se reunir a Pompeu. Ele também enviou uma outra legião, cinco coortes e 200 cavaleiros para as regiões gregas da Tessália e da Etólia para garantir o abastecimento de cereais para suas forças. Poucos dias depois da partida destes exércitos, César soube de um grande desastre. O filho mais velho de Pompeu, Pompeu, o Jovem, à frente de uma frota de navios egípcios, capturou os navios de César na base naval de Órico e, a partir dali, seguiu para a base onde estavam os navios de transporte de Marco Antônio e os incendiou. De uma tacada, César perdeu toda a sua frota e estava preso na Grécia.
Diante da situação, César decidiu lutar com Pompeu o quanto antes. Com este objetivo, ele marchou para Asparagio e dispôs seu exército em ordem de batalha à frente do acampamento pompeiano, mas este recusou o combate. Por conta disto, César voltou para Dirráquio para isolar Pompeu de sua base na região.

## Batalha
César acampou seu exército, composto por 22 000 homens, em uma das colinas a poucos quilômetros a leste de Dirráquio, a partir de onde podia vigiar a vanguarda de Pompeu. Quando percebeu que não podia mais chegar a Dirráquio, Pompeu assumiu posição imediatamente ao sul de onde estava o exército de César, separado deste um riacho. César mandou construir um muro de circunvalação de 22 quilômetros ao redor da posição de Pompeu, que, por sua vez, construiu defesas com doze quilômetros de largura e 1 500 metros de largura. Pompeu hesitou entre voltar para a Itália ou atacar César e acabou decidindo por esta última opção especialmente por que a primeira implicava em abandonar Dirráquio, onde estavam armazenados seus suprimentos e armas de cerco.
Pompeu atacou o centro do muro de circunvalação de César, que resistiu, o que o obrigou a se retirar. Pompeu, com base em informações obtidas de desertores cesarianos, planejou efetuar um ataque combinado por terra e por mar contra o flanco esquerdo de César, que seria atacado simultaneamente pela frente, pela costa e pela retaguarda.
Na noite de 9 de julho se iniciou o ataque pré-acordado contra o ponto mais fraco do muro de César, outra revelação dos desertores, o que permitiu que Pompeu surpreendesse as coortes que montavam guarda no setor, cujos soldados, em pânico, fugiram para o interior e atrapalharam o avanço dos reforços. César conseguiu chegar até o local e repeliu as forças de Pompeu, mas este enviou sua cavalaria e conseguiu por em fuga as tropas de César, que ordenou uma retirada geral. Para a sorte de César, Pompeu entendeu que esta retirada era uma armadilha e, por isso, não iniciou uma perseguição.
Na manhã do dia 11 de julho César chegou ao seu antigo acampamento em Asparagio e, três dias depois, a Apolônia.